# Bataille du gué de Xiaoyao
Pour les articles homonymes, voir Bataille de Hefei.
Guerres de la fin de la dynastie Han
La bataille du gué de Xiaoyao (chinois simplifié : 逍遥津之战 ; chinois traditionnel : 逍遙津之戰 ; pinyin : Xiāoyáojīn Zhī Zhàn), aussi connue sous le nom de bataille du gué de Leisure, bataille de Hefei (chinois simplifié : 合肥之战 ; chinois traditionnel : 合肥之戰 ; pinyin : Héféi Zhī Zhàn), ou campagne de Hefei, se déroule entre l'an 214 et l'an 215, à la fin de la dynastie Han et oppose les seigneurs de guerre Cao Cao et Sun Quan. Les deux hommes se disputent le contrôle d'une forteresse d'une grande importance stratégique située à Hefei, qui est défendue par Zhang Liao, un des généraux de Cao Cao. Vers la fin de la campagne, Zhang Liao concentre ses troupes en un point précis du champ de bataille et lance furtivement une contre-offensive pour attaquer directement Sun Quan, qui se trouve alors au gué de Leisure avec juste 1 000 soldats. Au milieu du chaos qui s'ensuit, Sun Quan échappe de justesse à la capture avec l'aide de son général Ling Tong. Ce coup d'éclat permet à Zhang Liao de devenir le plus important des généraux de Cao Cao.

## Situation avant le début de la bataille
Bien avant que Sun Quan n'ait consolidé son contrôle sur la Chine du sud-est, Cao Cao avait nommé Liu Fu Inspecteur de la province de Yang et lui avait fait construire des fortifications pour se prémunir d'une éventuelle attaque. C'est donc Liu Fu qui supervise la construction et l'approvisionnement de la forteresse de Hefei (合肥城).
À la fin de l'an 208 après la bataille de la Falaise rouge, Sun Quan mène personnellement une armée pour tenter de s'emparer de Hefei, mais malgré plusieurs réussites militaires, il doit se replier. L'année suivante un homme important au niveau local nommé Liu Fu et deux anciens subalternes de Yuan Shu nommés Chen Lan (陳蘭) et Mei Cheng (梅成), se rebellent à Lujiang (盧江). Ils se révoltent à la suite de la mort de Liu Fu, à qui ils avaient juré fidélité, mais ils sont vite écrasés par Zhang Liao et Zang Ba, deux des généraux de Cao Cao. À la suite de cela, Cao prend une série de décisions pour s'assurer du contrôle de la région
- Il envoie Zhang Liao, Yue Jin et Li Dian garder la forteresse de Hefei avec l'aide d'une garnison de 7000 homme
- Il donne à Xiahou Dun le commandement de 26 juns, soit 325 000 hommes, pour se préparer à faire face à une éventuelle attaque
- Enfin, il confie à Xiahou Yuan le soin de gérer la logistique.

Pendant ce temps, Lei Bo (雷薄), un des alliés de Chen Lan, se rend à Liu Bei, un autre chef de guerre et rival de Cao Cao.
En 213 Cao Cao attaque Ruxu (濡須口) avec une armée forte de 400 000 hommes, quand Sun Quan ne peut en aligner que 70 000 pour défendre le fort. La situation s'enlise pendant plus d'un mois, jusqu'à ce que Cao soit forcé de se replier. Après ses échecs répétés contre les troupes du sud, Cao Cao commence à craindre que les différents xians situé le long du fleuve Yangtze soient pris par Sun Quan. Il abandonne alors sa stratégie d'attaques massives au profit de celle de la terre déserte en formant des communautés militaires, les familles des soldats étant rassemblées dans des villes fortifiées. La région du Yangtze est alors dépeuplée, puisque ses habitants sont relocalisés de force, à l'exception de ceux du Xian de Wan (皖縣), qui est situé au sud de Hefei. Cao Cao nomme Zhu Guang (朱光) Administrateur de Lujiang et l'envoie en garnison à Wan, où il promeut l'agriculture et soudoie les riches habitants de Poyang (鄱陽) pour espionner et harceler les forces de Sun Quan.

## la campagne

### La bataille du Xian de Wan
Durant le cinquième mois lunaire de 214, Sun Quan profite des fortes pluies et des inondations dans la région de la rivière Huai pour naviguer vers le Yangtze et attaquer le Xian de Wan, qui sert alors de zone de stockage et d'entrepôt pour les armées de Zhang Liao et de Xiahou Dun. Sun Quan a alors deux options : construire des machines de siège ou attaquer tout de suite avec des fantassins. Lü Meng suggère cette dernière option et conseille que ce soit Gan Ning qui mène l'offensive. Lorsqu'il apprend que Sun Quan est arrivé sur le champ de bataille, Zhang Liao sort de la forteresse de Hefei avec ses troupes pour participer à la défense de Wan. Cependant, sa tentative est vaine, car les troupes de Sun Quan se sont emparées du Xian en une seule journée et Zhu Guang a été capturé avec son conseiller Dong He (董和). Au moment où Zhang Liao arrive à Jiashi (夾石), il apprend la chute du Xian de Wan et se retire à Hefei.
À cette époque, Liu Bei s'était déjà emparé de la province de Yi aux dépens de Liu Zhang. Sun Quan envoie alors Zhuge Jin demander à Liu Bei de lui rendre la province de Jing, que Quan lui avait "confiée" après les combats ayant suivi la bataille de la Falaise rouge. Liu Bei refuse et son général Guan Yu chasse sans ménagement les fonctionnaires que Quan a envoyés dans les trois commanderies que Bei contrôle dans le sud de la province de Jing. Furieux, Sun Quan retire ses généraux d'élite de la frontière nord et ordonne à Lü Meng et Ling Tong de prendre le commandement de 20 000 hommes pour s'emparer de ces commanderies. Dans le même temps, il envoie une armée de 10 000 hommes commandée par Lu Su en garnison à Baqiu (巴丘) pour résister à Guan Yu , tandis qu'il s'installe personnellement à Lukou (陸口), pour pouvoir porter secours à l'un ou l'autre de ses généraux. Liu Bei réagit en conduisant personnellement son armée à Gong'an (公安) et en envoyant une armée de 30 000 hommes commandée par Guan Yu à Yiyang (益陽). Lü Meng et Ling Tong réussissent à s'emparer des trois commanderies grâce à leurs stratégies, puis conduisent leurs hommes, en étant accompagnés par Sun Jiao et Pan Zhang, pour aider Lu Su à Yiyang. Profitant du conflit Liu-Sun, Cao Cao lève une armée et attaque Zhang Lu, le seigneur de guerre régnant sur la ville de Hanzhong. Cette attaque représente un grand danger pour Liu Bei, car cette ville est la "porte nord" de la province de Yi. Craignant que Cao Cao soit en train de planifier une attaque de Yi, Liu Bei a fait la paix avec Sun Quan en divisant en deux la province de Jing. En contrepartie, Sun Quan promet de détourner l'attention de Cao Cao vers l'ouest en attaquant la forteresse de Hefei.

### Un ordre peu orthodoxe
Lorsque Sun Quan lance son attaque, les troupes présentes à Hefei sont dépassées, car l'armée de Xiahou Dun est stationnée à Juchao (居巢) et il faudrait beaucoup de temps pour que ces renforts arrivent. En attendant, il n'y a que 7 000 hommes pour défendre la forteresse face aux 100 000 soldats de Quan. Avant que Cao Cao ne parte attaquer Zhang lu, il a laissé à son représentant Xue TI (薛悌) une lettre avec la mention « ouvrir lorsque l'ennemi arrive » sur l'enveloppe. Comme l'armée de Sun Quan avance déjà vers Hefei, les généraux chargés de défendre la forteresse ouvrent ladite lettre, qui contient les instructions suivantes : "Lorsque Sun Quan arrivera, les généraux Zhang (Liao) et Li (Dian) l'attaqueront; et le général Yue (Jin) restera derrière pour défendre (Hefei) sans s'engager dans la bataille". Ces instructions intriguent les généraux, car il est bien connu que Li Dian et Zhang Liao ont une querelle personnelle et qu'Yue Jin manque d'expérience défensive, tout en étant célèbre pour être le meilleur général d'avant-garde des forces de Cao Cao. Comme ces trois-là ne s'entendent pas bien, Zhang Liao craint qu'ils ne désobéissent aux ordres. Il tient donc le discours suivant : "notre Seigneur est parti en guerre. Le temps que ses renforts arrivent ici, il serait déjà trop tard. Il nous demande donc, en fait, de profiter de la situation, alors que l'ennemi vient juste d'arriver et n'est pas encore pleinement rassemblé, de les attaquer et de briser leur moral afin de calmer nos hommes et de renforcer nos défenses. Victoire ou défaite, tout dépend de cette bataille. Pourquoi hésitez-vous encore?" Li Dian s'avance et dit, " c'est une crise nationale. Nous allons voir comment votre stratégie fonctionne. Comment puis-je laisser mes affaires personnelles primer sur mes fonctions officielles?" Zhang Liao sélectionne ensuite 800 soldats d'élites, des "Durs à cuire", pendant la nuit, en préparation pour la bataille à venir et organise un banquet pour renforcer le moral de ses hommes.

### Les combats au pied de la forteresse
Le lendemain matin, Zhang Liao et ses 800 soldats lancent une attaque ciblant les forces de Sun Quan, qui sont alors en train d'installer leur camp sans se préoccuper de ce petit détachement. Les premiers à affronter Liao sont Xu Sheng et Song Qian, qui sont mis en déroute après une brève escarmouche, Xu Sheng finissant blessé et désarmé. Débarrassé de ses adversaires, Zhang Liao pénètre dans le camp de Quan. Après avoir tué personnellement plusieurs soldats ennemis et deux officiers, il crie, "Zhang Liao est là!". Chen Wu, le commandant des gardes du corps de Sun Quan, sort pour relever le défi de Liao, mais lui et ses soldats ne sont pas de taille et il est tué par son adversaire. Sun Quan est choqué par l'assaut de Zhang Liao, tandis que les troupes de Xu Sheng et Song Qian s'enfuient après avoir vu leurs commandants se faire tuer ou fuir. C'est à ce stade des opérations que Pan Zhang, un des généraux de Sun Quan, tue deux déserteurs pour ramener l'ordre. C'est alors que Ling Tong arrive sur le champ de bataille et conduit Sun Quan au sommet d'une colline. Là, il ordonne à ses hommes d'utiliser leurs longs Ji pour former une ligne défensive, avant de descendre combattre Zhang Liao. Au bas de ladite colline, Zhang Liao crie à Sun Quan de descendre et de le combattre, mais Quan n'ose pas relever le défi. Lorsque Sun Quan voit que la situation se stabilise et que Zhang Liao n'a plus qu'une centaine d'hommes, il donne l'ordre à He Qi d'encercler les hommes de Zhang Liao. Au cours des combats qui s'ensuivent, He Qi récupère la mao (矛, une lance de 5 m de long) personnelle de Xu Sheng. Zhang Liao combat farouchement et réussit à briser l'encerclement. Cependant, quand ceux de ses hommes qui sont restés piégés à l'intérieur des lignes ennemies se mettent à crier "notre général nous a-t-il abandonnés? ", Zhang Liao fait demi-tour, perce les rangs de ses ennemis et se porte au secours ses hommes. Les hommes de Sun Quan, stupéfaits par la vaillance de Zhang Liao, n'osent se mettre en travers de son chemin.
Après la fin des combats, Pan Zhang est promu au rang de lieutenant général tandis que Ling Tong est nommé commandant de la droite ; mais cela ne change rien au fait que cette bataille a grandement réduit le moral des troupes de Sun Quan. De son côté, Zhang Liao ramène les survivants de son groupe à la ville et renforce ses défenses. Cette victoire de Zhang Liao stimule l'esprit combatif de ses hommes et rassure les défenseurs de la forteresse.
Une fois les forces de Sun Quan rassemblées, ce dernier lance un assaut sur la ville ; mais les fortifications de Hefei, aménagées par Liu Fu, sont solides et difficiles à prendre. Après plusieurs jours de combats, alors que Sun Quan n'arrive toujours pas à prendre la ville, une épidémie éclate au sein de son armée, le forçant à se replier.

### Bataille du gué de Xiaoyao
Afin d'éviter d'être infecté par l'épidémie, Sun Quan donne l'ordre au gros de ses troupes de se retirer en premier ; tandis qu'il reste en arrière avec seulement un millier de gardes du corps. Zhang Liao observe la scène et décide de profiter de ce moment pour contre-attaquer. Il attend que l'armée de Sun Quan atteigne le croisement nord du gué de Xiaoyao et soit donc trop loin pour porter secours au petit groupe de Quan. C'est à ce moment-là que Liao, Li Dian et Yue Jin sortent de Hefei avec toutes leurs troupes pour lancer un assaut généralisé.
Lorsque Sun Quan voit arriver ce groupe de soldats ennemis, il réalise à quel point il est en danger et rappelle précipitamment ses unités qui sont en train de se replier. Mais, comme Liao l'avait prévu, ils sont dans l'incapacité de revenir à temps sur place depuis les navires sur lesquels ils ont embarqué. Alors que les 1 000 hommes de Sun Quan sont submergés par les cavaliers vétérans de Zhang Liao, Ling Tong prend le commandement d'une force de secours composée de 300 cavaliers pour tenter de briser l'encerclement, protéger Sun Quan et repousser l'armée de Zhang Liao. À cause de la confusion qui règne dans le camp de Sun Quan, aucun des habituels signaux servant à rassembler et coordonner les différentes unités n'a été utilisé. Pour y remédier, Gan Ning pousse les autres unités à enter en action, tout en tirant personnellement des flèches sur l'ennemi.
Dès que Ling Tong réussit à sortir Sun Quan de la mêlée, il exhorte son seigneur à quitter le champ de bataille pendant que lui-même reste en arrière pour couvrir sa fuite. Sun Quan se précipite alors vers la rive sud et atteint le croisement du gué de Xiaoyao; où il s’aperçoit que le pont a été détruit, ce qui l'oblige à franchir un fossé de près de 10 mètres de large. Gu Li, un des serviteurs de Sun Quan, dit à son maître d'assurer son assise et de saisir les rênes fermement. Li fouette alors les flancs du cheval, qui fait un saut assez puissant pour traverser le fossé et atterrir du côté sud. Voyant que Sun Quan est en sécurité, Ling Tong repart retenir l'ennemi.
Tong se bat farouchement pour couvrir la retraite de Quan, jusqu'à ce que tous ses 300 hommes soient morts et que les autres unités aient battu en retraite. Blessé par Zhang Liao et Li Dian, assuré qu'il a assez retenu l’ennemi pour que Sun Quan soit en sécurité, Ling Tong tente finalement de se frayer un chemin. Après avoir tué plusieurs cavaliers ennemis qui bloquaient son chemin, il réussit à briser l'encerclement, mais seulement pour trouver toutes les routes bloquées. Sur le point d'être pris ou tué, Ling Tong plonge rapidement dans l'eau, avant de se débarrasser de son armure.
Par chance pour lui, Sun Quan avait déjà réussi à embarquer sur un bateau, à partir duquel il a pu sortir Tong de l'eau. Alors que Quan se réjouit de cette miraculeuse réunion, Ling Tong pleure la mort de tous ses soldats. Sun Quan le console en disant: "Gongji, laissez s'en aller les morts. Tant que vous vivez, pourquoi vous inquiéter de ne pas avoir d'hommes sous vos ordres? " Par la suite, Sun Quan confie à Ling Tong le commandement d'un groupe de soldats deux fois plus nombreux que ceux morts au combat.

## Conséquences
Lors d'un banquet organisé par Sun Quan après la bataille, He Qi pleure et a dit : "Mon Seigneur, en tant que chef de ces hommes, vous devriez être prudent. Aujourd'hui, nous avons été presque anéantis et les hommes sont en état de choc. J'espère que vous apprendrez de cette leçon." Sun Quan remercie Qi pour ses conseils et promet de s'en souvenir à vie.
Du côté des troupes de Cao Cao, après la fin de la bataille, Zhang Liao, Li Dian et Yue Jin se sont attardés sur le champ de bataille en espérant trouver le corps de Sun Quan. Ils n'avaient pas compris que Sun Quan s'était déjà échappé, jusqu'à ce que Zhang Liao demande à un soldat captif, "qui était cet 'homme à la barbe rouge, avec un long corps, des jambes courtes et si habile au tir à l'arc? ". Le soldat lui répond que c'était Sun Quan. Zhang Liao dit alors à Yue Jin qu'il regrette de ne pas avoir poursuivi ce chasseur à la barbe rouge, car il aurait pu l'attraper.
Quand les nouvelles de la bataille arrivent au camp de Cao Cao, ce dernier arrive à peine à croire aux exploits que ses officiers ont accompli. Il se rend par la suite sur place pour examiner le champ de bataille. Zhang Liao est promu au rang de "Général Conquérant de l'Est" et Li Dian voit son marquisat passer de 200 à 300 foyers imposables. Yue Jin est promu "Général de la Droite " et voit son marquisat passer de 700 à 1 200 foyers. Le fils de Yue Jin, qui s'est également illustré au combat, reçoit un marquisat de 500 foyers.
Du côté de Sun Quan, Ling Tong et Pan Zhang sont tous deux promus "Lieutenant Général,", tandis que Jiang Qin est nommé "Général Vainqueur des Bandits". Sun Quan assiste également à l'enterrement de Chen Wu et ordonne à la concubine préférée du défunt de le rejoindre dans la mort.

## Ordre de bataille
| - Général Qui Défait les Bandits (蕩寇將軍) Zhang Liao - Général Qui Brise et Charge (折衝將軍) Yue Jin - Le fils de Yue Jin - Général Qui Défait les Barbares (破虜將軍) Li Dian - Zang Ba - Wu Dun (吳敦) - Yin Li - Sun Guan (孫觀) - Protecteur de l'Armée (護軍) Xue Ti (薛悌) - Xiahou Dun - Han Hao | - Général des Chariots et de la Cavalerie (車騎將軍), Gouverneur de la Province de Xu (徐州牧) Sun Quan - Colonel de la Férocité Militaire (武猛校尉) Pan Zhang - Général de la Puissance Martiale Ascendante (奮武將軍) He Qi - Général de la Maison Qui Pacifie les Bandits (平賊中郎將) Xu Sheng - † Lieutenant Général / Inspecteur des Cinq Régiments (偏將軍 / 五校督) Chen Wu - Colonel Qui Hérite de la Férocité (承烈校尉) Ling Tong - Général Qui Brise et Charge (折衝將軍) Gan Ning - Général à la Puissance du Tigre Might (虎威將軍) Lü Meng - Général de la Maison Qui Attaque Yue (討越中郎將) Jiang Qin - Major du Centre (中司馬) Zhuge Jin - Major du Centre (中司馬) Song Qian - Gu Li |